# جغرافيا ناورو

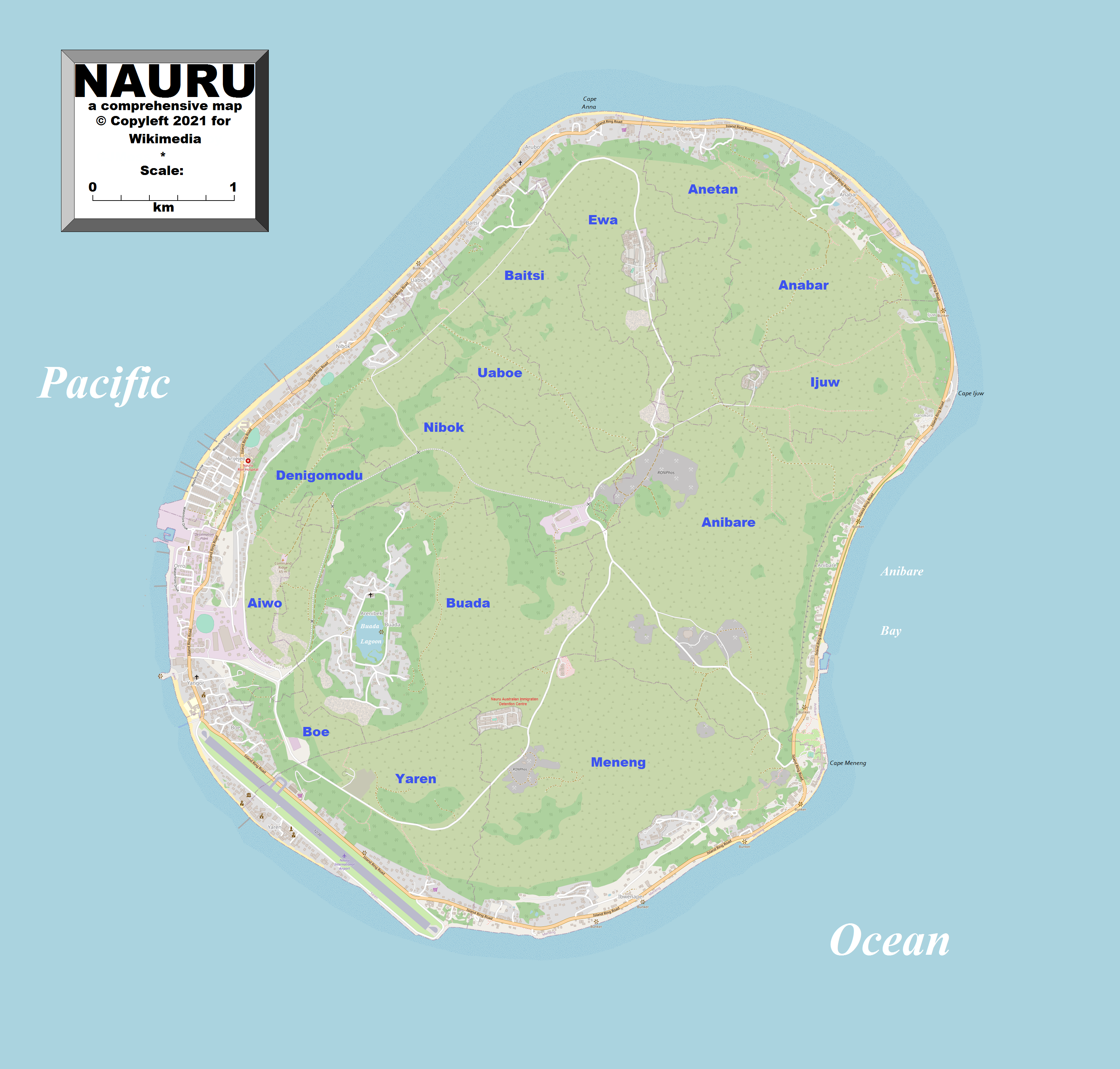
خريطة مفصلة قابلة للتكبير لناورو

ناورو، هي دولة جزيرة صغيرة من الصخور الفوسفاتية تقع في جنوب المحيط الهادئ جنوب جزر مارشال في أوقيانوسيا. إنه 53 كيلومتر (33 ميل) جنوب خط الاستواء عند الإحداثيات0°32′S 166°55′E / 0.533°S 166.917°E. ناورو هي واحدة من أكبر ثلاث جزر فوسفاتية صخرية في المحيط الهادئ - والجزر الأخرى هي بانابا (جزيرة المحيط) في كيريباتي وماكاتيا في بولينيزيا الفرنسية.
مساحتها 21 كيلومتر مربع (8.1 ميل2)، ولها مطالبات البحرية هي منطقة اقتصادية 308,480 كيلومتر مربع (119,100 ميل2) من 308,480 مع 200 ميل بحري (370 ميل) كم) و 12 ميلًا بحريًا (22 كم) البحر الإقليمي.
المناخ استوائي مع موسم الأمطار الموسمية من نوفمبر إلى فبراير.
يرتفع الشاطئ الرملي إلى الحلقة الخصبة حول الشعاب المرجانية المرتفعة. تشغل هضبة الفوسفات المرتفعة ("توبسايد") الجزء المركزي من الجزيرة. أعلى موقع هو 213 قدم (65 م) فوق مستوى سطح البحر، على طول حافة الهضبة.
الموارد الطبيعية الوحيدة ذات الأهمية الاقتصادية في ناورو هي الفوسفات، التي تكونت من رواسب ذرق الطائر بواسطة الطيور البحرية على امتداد آلاف السنين،  ومصايد الأسماك،  خاصة بالنسبة لسمك التونة.
نظرًا لانها محاطة بالشعاب المرجانية والشواطئ الرملية، لا تضم الجزيرة موانئ طبيعية ولا أي أنهار أو بحيرات كبيرة.
تحتوي ناورو بنظام ملاحي فريد لا يمكن استخدامه إلا في الجزيرة.

## جيولوجيا ناورو

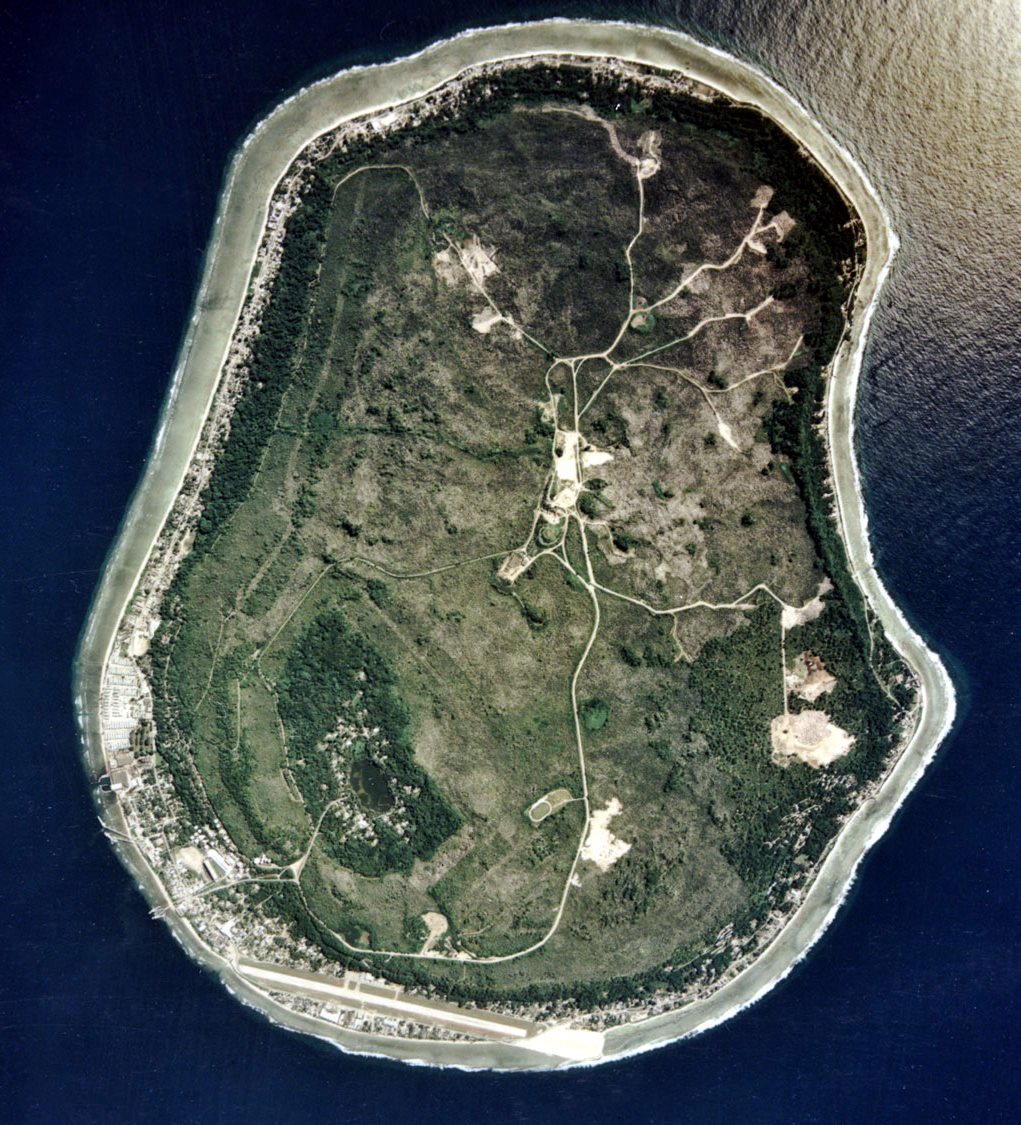
صورة جوية لناورو في عام 2002 من برنامج قياس إشعاع الغلاف الجوي التابع لوزارة الطاقة الأمريكية. يغطي الغطاء النباتي المتجدد 63٪ من الأراضي التي تم تعدينها.

ناورو هي جزيرة مرجانية مرتفعة تقع في حوض ناورو بالمحيط الهادي، على جزء من صفيحة المحيط الهادئ التي تشكلت عند تلال وسط المحيط عند 132 مليون سنة. من منتصف العصر الفجري (35ميل) ل اوليغوسيني مرات، غواصة بركان تراكمت على مدى الساخنة وتشكيل الجبال البحرية تتكون من البازلت. يبلغ ارتفاع الجبل البحري أكثر من 4300 متر. كانت هذه النقطة الساخنة متزامنة مع إعادة تنظيم رئيسية لصفيحة المحيط الهادئ. وقد تآكلت البركان إلى مستوى سطح البحر و الشعاب المرجانية المرجانية نمت على رأس لسمك حوالي 500 متر. تم تأريخ المرجان القريب من السطح من 5 ميا إلى 0.3 ميا. تم تقطيع الحجر الجيري الأصلي بواسطة المغنيسيوم من مياه البحر. تم رفع المرجان فوق مستوى سطح البحر بحوالي 30 مترًا وهو الآن نتوء من الحجر الجيري الدولوميت الذي تآكل في النمط الكارست الكلاسيكي إلى قمم يصل ارتفاعها إلى 20 مترًا. إلى عمق 55 مترًا على الأقل تحت مستوى سطح البحر، تم إذابة الحجر الجيري مكونًا تجاويف وثقوب مجاري وكهوف. تم ملء الثقوب الموجودة في الجزء العلوي من الجزيرة بطبقة من الفوسفات يصل سمكها إلى عدة أمتار.
تم تشكيل أنيباري باي عن طريق الانهيار تحت الماء للجانب الشرقي من البركان. تم تشكيل بوادا لاجون عن طريق حل الحجر الجيري عندما كان مستوى سطح البحر أقل، يليه الانهيار.
ناورو تتحرك في 104 مليمتر (4.1 بوصة) سنويًا إلى الشمال الغربي جنبًا إلى جنب مع لوحة المحيط الهادئ.
الجداول والأنهار غير موجودة في ناورو. يتم جمع المياه من أنظمة تجميع المياه على الأسطح. يتم إحضار المياه إلى ناورو على شكل صابورة على متن السفن العائدة بكميات من الفوسفات.
المياه العذبة يمكن العثور عليها في بوادا البحيرة، وكذلك في بعض البرك المالحة في قاعدة جرف في أجيو وأنابار في شمال شرق البلاد. توجد بحيرة تحت الأرض في كهف موكوا في جنوب شرق الجزيرة.

## القضايا البيئية
- الجفاف الدوري، وموارد المياه العذبة الطبيعية المحدودة (تجمع صهاريج التخزين السطحية مياه الأمطار، ولكنها تعتمد في الغالب على محطة تحلية واحدة قديمة)
- تحدث ظروف التربة القاسية بسبب ارتفاع القلوية ومستويات الفوسفات العالية وانخفاض البوتاسيوم. يتم جعل الحديد والمنغنيز والنحاس والموليبدينوم والزنك غير متوفر للنباتات. يؤدي الجمع مع التربة الرقيقة أو التالفة إلى انخفاض الخصوبة.
- لقد ترك التعدين المكثف للفوسفات خلال التسعين عامًا الماضية 80٪ من وسط ناورو أرضًا قاحلة ويهدد موارد الأراضي المحدودة المتبقية.

ناورو طرف في الاتفاقيات البيئية الدولية بشأن التنوع البيولوجي وتغير المناخ والتصحر وقانون البحار والإغراق البحري.

## النقاط المتطرفة
هذه قائمة بالنقاط المتطرفة في ناورو، وهي النقاط التي تقع في أقصى الشمال أو الجنوب أو الشرق أو الغرب أو أعلى من أي موقع آخر.
- أقصى نقطة في الشمال - كيب آنا، مقاطعة إيوا.
- أقصى نقطة في الشرق - كيب إيجو، مقاطعة إيجو.
- أقصى نقطة جنوبية - رأس غير مسمى جنوب المحطة اللاسلكية، منطقة مينينج.
- أقصى نقطة في الغرب - الميناء، منطقة أيوو.
- أعلى نقطة - كوماند ريدج (65 م، 213 قدم).
- أدنى نقطة - المحيط الهادئ (مستوى سطح البحر).